# ب‌ام‌و ۸۰۳
ب‌ام‌و ۸۰۳ (به انگلیسی: BMW 803) یک موتور هواگرد ساختِ کارخانهٔ ب‌ام‌و در کشور آلمان است.